# Deutsche Gesellschaft für Sonnenenergie
Die Deutsche Gesellschaft für Sonnenenergie e. V. (DGS) ist die deutsche Sektion der International Solar Energy Society (ISES). Sie wurde, initiiert von dem Verleger und Journalisten Axel Urbanek (* 1944, Sohn von Walter Urbanek), 1975 in München von Wissenschaftlern des Max-Planck-Institutes für Plasmaphysik gegründet.

## Zweck
Der Verein hat sich der Veränderung der Energiewirtschaft zu einer nachhaltigen Wirtschaftsweise durch die breite Einführung erneuerbarer Energien zur Aufgabe gemacht.
Dieses Ziel verfolgt die DGS zum einen durch die Förderung der Forschung zu erneuerbaren Energien wie auch der Umsetzung der so gewonnenen Forschungsergebnisse in die Praxis, zum anderen durch Lobbyarbeit zur Verbesserung der gesellschaftlichen und gesetzlichen Rahmenbedingungen für erneuerbare Energien. Zur Unterstützung dieser Ziele betreibt sie eine gezielte Öffentlichkeitsarbeit. Seit Mitte 2007 bringt die DGS e. V. die älteste deutsche Solar-Fachzeitschrift SONNENENERGIE (ISSN 0172-3278) wieder im Eigenverlag heraus. Zuvor wurde sie von der Solarpraxis AG (Berlin) für die DGS produziert.
Der Verein versteht sich außerdem als Mittler zwischen Wissenschaftlern, Ingenieuren, Architekten, dem Baugewerbe, dem Handwerk, der Industrie, Behörden und Parlamenten. Er bemüht sich deshalb immer wieder, Foren zum Austausch zwischen diesen gesellschaftlichen und wirtschaftlichen Gruppen anzubieten, etwa in Form von Kongressen, Seminaren und Anhörungen. Die DGS unterstützt außerdem die Fachmesse Intersolar.
Zugleich ist die Deutsche Gesellschaft für Sonnenenergie ein als gemeinnützig anerkannter Verbraucherschutzverband nach § 22 AGBG (jetzt § 3 UKlaG). Sie vertritt die Interessen von Verbrauchern und Anwendern in den Bereichen erneuerbare Energie und rationelle Verwendung von Energie.
Mitglied können sowohl Einzelpersonen als auch Institutionen und Unternehmen werden. Die Arbeit vor Ort erfolgt in 36 Untersektionen, die zum Teil in fünf Landesverbänden zusammengeschlossen sind.

## Gründung
Die Gründung der DGS steht im engen Zusammenhang mit der ersten Ölkrise von 1973. Auch die 1972 veröffentlichte Studie des Club of Rome: Die Grenzen des Wachstums beeinflusste die Gründung des Vereins. Am 17. Oktober 1975 gründete sich die DGS im Hofbräuhau in München.

## Aktivitäten
- Der DGS ist dezentral in Sektionen und Landesverbänden strukturiert. Dies ermöglicht bundesweite als auch regionale Aktivitäten.[7]
- Der DGS bietet verschiedene Dienstleistungen und Services.[8]
- Der DGS befasst sich mit strategischen Fragen der solaren Energiewende.[9][10][11]

## Präsidien der DGS
Präsidentinnen und Präsidenten von 1975 bis heute
- Pitter Graff (1975–1976)
- Ulf Bossel (1976–1978)
- Albert Derichsweiler (1978–1981)
- Horst Selzer (1981–1993)
- Adolf Goetzberger (1993–1997)
- Thomas Schmalschläger (1997–1999)
- Sigrid Jannsen (1999–2005)
- Jan Kai Dobelmann (2005–2009)
- Jörg Sutter (2009–2013)
- Bernhard Weyres-Borchert (2013–2023)
- Torsten Lütten (ab 2023)